# 伊阿朱爾
伊阿朱爾（阿拉伯语： ياجور, Yâjûr ) 是一个巴勒斯坦阿拉伯人村庄，位于海法东南部9.5（5.9英里）公里。 在1947-1948年巴勒斯坦託管地內戰期間，於1948 年 4 月 25 日被荒廢。

## 历史
在今日，被荒廢的旧村一帶仍能找到玻璃碎片和石棺墳墓。 
在十字軍東征時期，马穆鲁克苏丹嘉拉溫與阿卡的十字军之間的條約中曾提及伊阿朱爾。

### 奥斯曼时代
1799 年，Pierre Jacotin编制的地图上有註明伊阿朱爾，雖然它被误標示为Beled el Charq （巴拉德艾爾謝赫 ）。 
1872 年，奥斯曼帝国当局将伊阿朱爾的土地卖给了两名黎巴嫩商人瑟索克和 Salim al-Khuri。 
1875 年，探索家维克多·盖兰发现伊阿朱爾约有 200 名居民，周围種有无花果树和橄榄树。 
一份约於 1887 年編制的人口名单显示伊阿朱爾大约有 150 名居民，全數為穆斯林。 
在 20 世纪初，这个名为El-Yadschur的村庄有 153 名居民，村里有一座清真寺。伊阿朱爾的土地由Salim al-Khuri 所擁有，计划在村里开展丝绸生产，而村民不再拥有土地。 

### 英国託管时代
在1922 年的巴勒斯坦人口普查，伊阿朱爾有 202 名居民，全數為穆斯林。 而在1931 年的人口普查中，伊阿朱爾的人口与内谢尔一併计算，兩村共有 1,449 名居民，554 名穆斯林、26 名基督徒、 858 名犹太人和 11 名没有宗教信仰的人，共 291 間房屋。 
作为瑟索克購地一部分，该地区被犹太社群收购。黎巴嫩地主将伊阿朱爾的土地卖给了錫安主义者，后者於 1922 年在伊阿朱爾的土地上建立基布兹雅姑珥。 
據1945年统计，伊阿朱爾人口为610人，560 名穆斯林和 50 名基督徒，  共有 2,720德南土地。 其中，阿拉伯人将 57 德南用于种植和灌溉土地，261 德南用于种植谷物， 而 18 德南被归类为建築物用地。 

### 1948 年和之後
战争结束后，该地区并入以色列国。 1992 年，伊阿朱爾村庄遗址被形为：「遗址上没有留下房屋的痕迹，周圍只有许多无花果树和少量橄榄树。」  基布兹雅姑珥将以前伊阿朱爾的部分土地用于农业，另一部分则用作興建水泥厂。 

## 圖片集

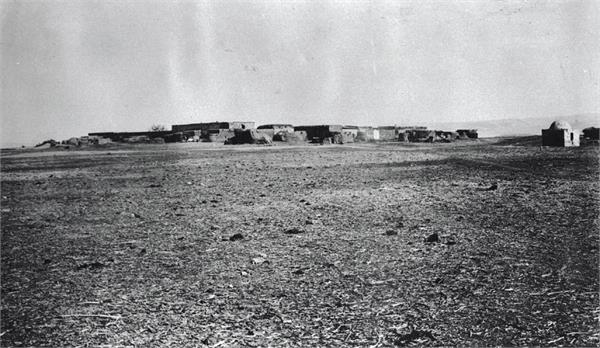
伊阿朱爾 1925 年
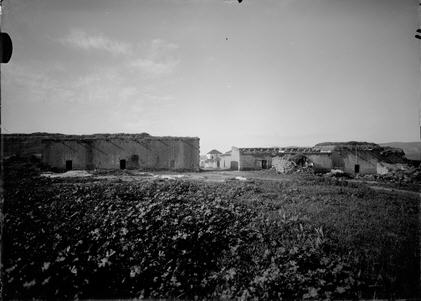
伊阿朱爾 1926 年
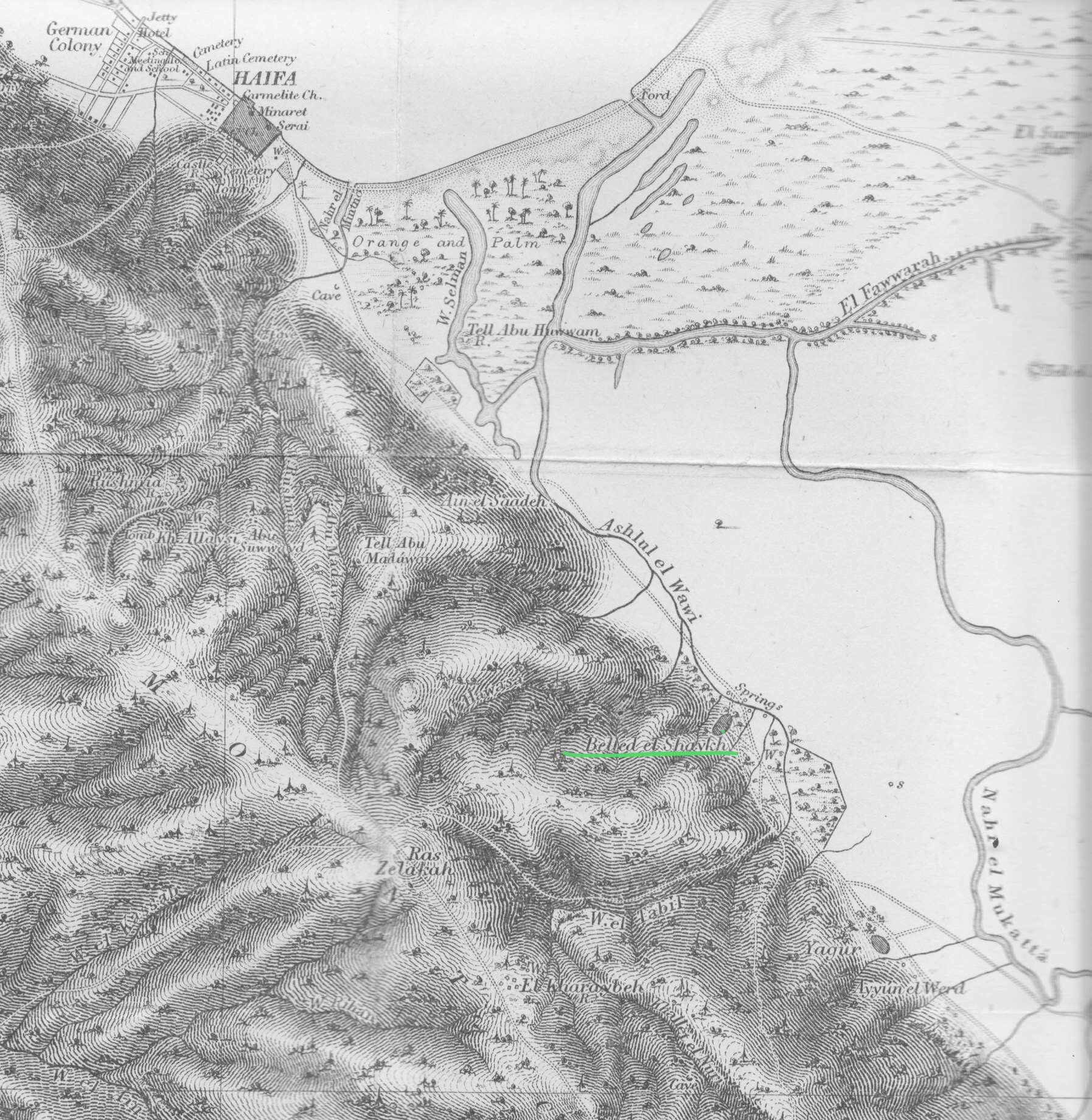
在巴勒斯坦勘探基金(PEF) 地图上的伊阿朱爾， 1875年
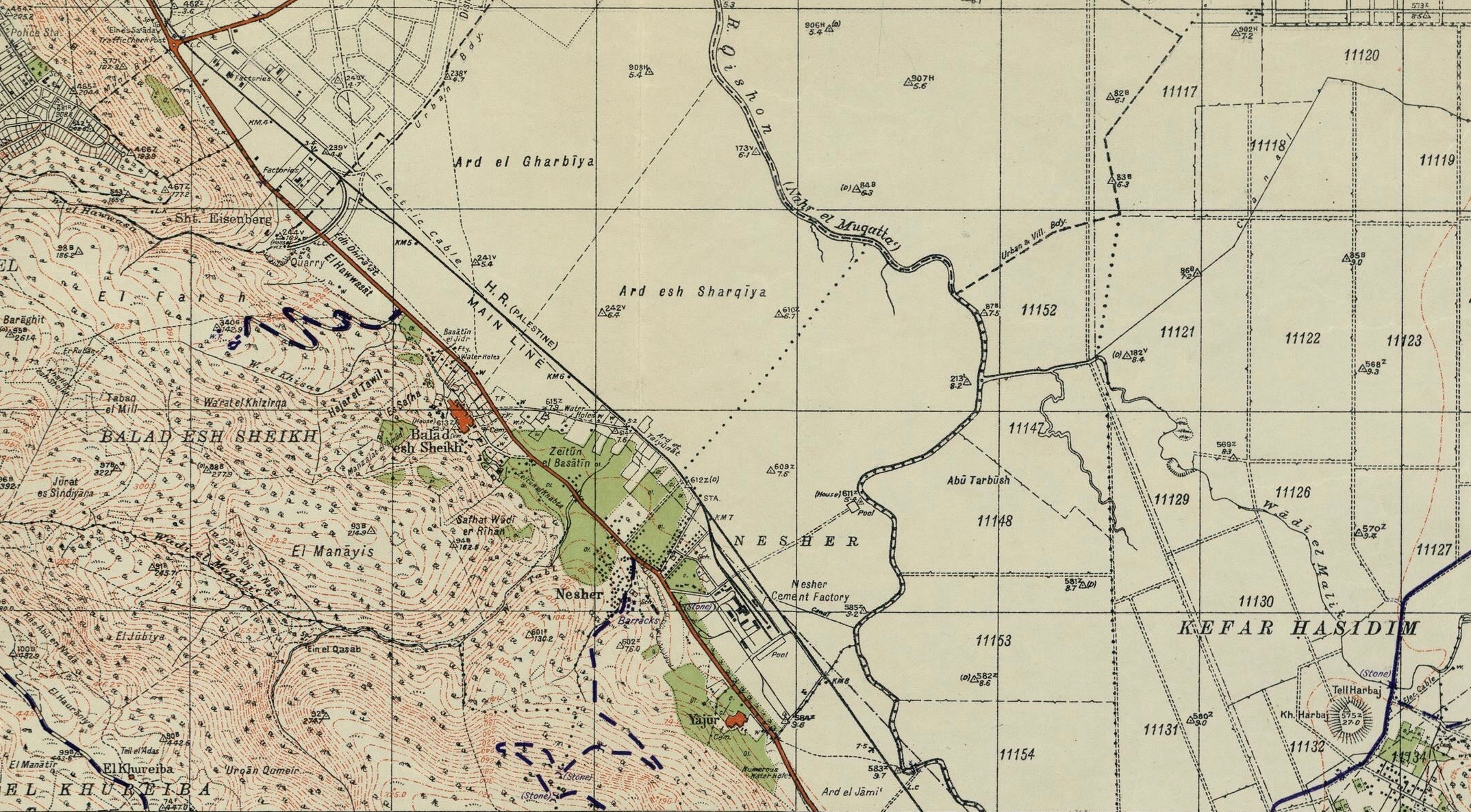
伊阿朱爾 1942 年 1:20,000
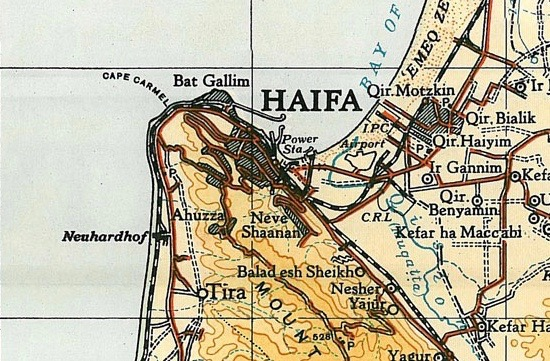
伊阿朱爾 1945 年 1:250,000

## 外部連結
- 欢迎来到 Yajur （页面存档备份，存于）
- 亚 （页面存档备份，存于）朱尔
- 西巴勒斯坦測量，地图 5： IAA （页面存档备份，存于） ，维基共享资源 （页面存档备份，存于）
- Yajur （页面存档备份，存于）, 来自Khalil Sakakini 文化中心